# Leonard Ware

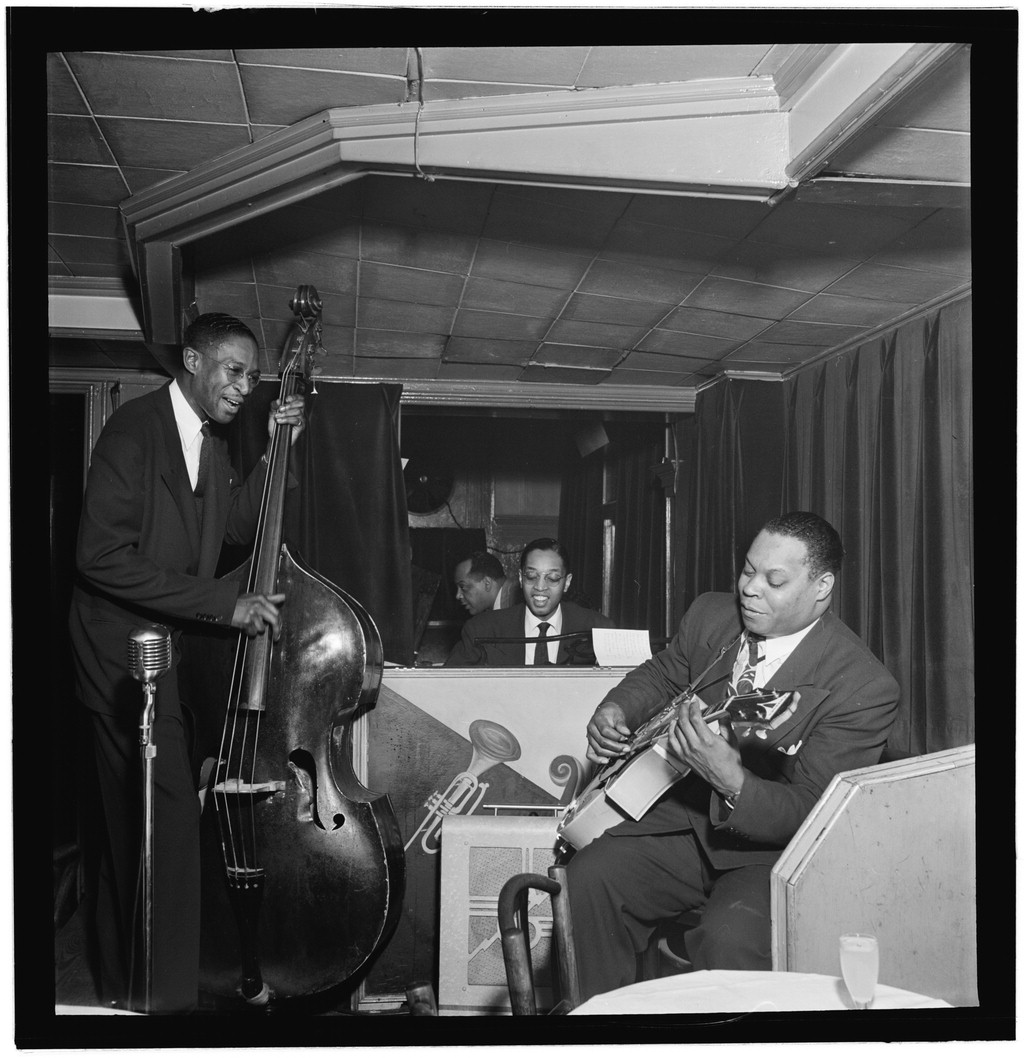
Leonard Ware (rechts) mit Billy Taylor und Zutty Singleton in New York, Mitte der 1940er Jahre.
Fotografie von William P. Gottlieb.

Leonard Ware (* 28. Dezember 1909 in Richmond, Virginia; † 30. März 1974 in New York City, New York) war ein US-amerikanischer Jazzgitarrist und Komponist. Er gilt als einer der Pioniere der elektrisch verstärkten Gitarre im Jazz.

## Leben und Wirken
Ware studierte zunächst Oboe am Tuskeegee Institute und wechselte Ende der 30er Jahre zur Gitarre. Ab Mitte der 1930er Jahre spielte er in New York in verschiedenen kleineren Ensembles und wirkte 1938 bei Plattenaufnahmen von Sidney Bechet für Vocalion mit (What a Dream, Jungle Drums). Bechet stellte darauf eine Combo mit Ware und einem weiteren Gitarristen, Jimmy Shirley, zusammen, die wohl als eine der ersten Gruppen mit zwei E-Gitarristen gilt. Ende 1938 trat Ware mit den Kansas City Six um Lester Young und Buck Clayton in der Carnegie Hall auf (After You’ve Gone); 1939 nahm er mit Benny Goodman auf (Umbrella Man).
Anfang der 1940er Jahre spielte er mit eigenem Trio im Stadtteil Greenwich Village. 1941 entstanden Aufnahmen mit Big Joe Turner (Ice Man, Somebody’s Got to Go, Nobody in My Mind und Chewed Up Grass), ferner mit Herbie Fields, Don Byas (1945), Buddy Johnson und Albinia Jones (Salty Papa Blues). Ende der 40er Jahre zog er sich aus der Musikszene zurück und war im Postwesen tätig.
Ware gilt mit Charlie Christian als einer der ersten im Jazz, die elektrische Gitarre spielten. Er komponierte u. a. die Stücke Hold Tight (das er mit Bechet einspielte) und I Dreamt I Dwelt in Harlem, das später u. a. von Glenn Miller und The Delta Rhythm Boys eingespielt wurde.
Der Gitarrist ist nicht mit dem gleichnamigen Blues-Bassisten zu verwechseln, der u. a. mit Elmore James und Sonny Boy Williamson II. spielte.

## Lexikalische Einträge
- Bielefelder Katalog 1988
- Richard Cook, Brian Morton: The Penguin Guide to Jazz on CD. 6. Auflage. Penguin, London 2002, ISBN 0-14-051521-6.
- Leonard Feather, Ira Gitler: The Biographical Encyclopedia of Jazz. Oxford University Press, New York 1999, ISBN 0-19-532000-X.
- John Jörgensen, Erik Wiedemann: Jazzlexikon. Mosaik, München, 1967